# シュタルケンブルク (小惑星)
シュタルケンブルク (6864 Starkenburg) は小惑星帯の小惑星である。ドイツの天文学者フライムート・ベルンゲンとルッツ・D・シュマーデルがドイツ、タウテンベルクの天文台で発見した。
ドイツのヘッペンハイムにあるシュタルケンブルク天文台から命名された。